# Усичівські Будки
Усичівські Будки́ — село в Україні, у Луцькому районі Волинської області. Входить до складу Торчинської селищної громади. Населення становить 30 осіб.

## Походження назви
Назва села, ймовірно, походить від слова «буда», що в давнину означало невелике господарське або виробниче приміщення, зокрема в поташному промислі.
Будки Поташні могли виникнути як поселення біля одного з таких поташних виробництв — буди поташні, які існували в Україні у XVI–XVIII століттях. Ці виробництва розташовувалися переважно в лісових районах, зокрема на Волині, й займалися виготовленням поташу шляхом вилуговування деревної золи та її подальшої обробки.
У добу найбільшого розквіту поташного промислу — друга половина XVI ст. — перша половина XVII ст. — в Україні існували десятки таких підприємств, які сприяли формуванню поселень поблизу.

## Історія
Усичівські Будки (пол. Budki Usickie) були хутором у складі Луцького повіту, гміни Торчин, за 16 верст від Луцька. У 1906 році хутір Торчинської волості Луцького повіту Волинської губернії. Відстань від повітового міста — 16 верст, від волості — 10. Дворів — 18, мешканців — 135.
У міжвоєнний період в колонії функціонувала чотирикласна школа, відділення парамілітарної організації «Стрілець» (пол. Strzelec), командиром якого був Владислав Ласкаржевський (пол. Władysław Łaskarzewski), а також діяла місцева оркестра, яку переважно складали представники родини Гарчинських.
Перед Другою світовою війною та в її роки в селі проживали родини Буяльських, Гарчинських, Костецьких, Ласкаржевських, Корзеневських, Мислінських, Конопків, Савицьких, Тишецких та інші. У роки німецької окупації (1940—1944 рр.) в село часто навідувалися родичі з Луцька, щоб отримати продукти харчування.
У селі була організована самооборона, до якої входили чоловіки, що пройшли вишкіл у «Стрільці» та польській армії. Одним з лідерів був Ян Ласкаржевський, який пізніше брав участь у діяльності Армії Крайової та представляв польський еміграційний уряд у Лондоні. У липні 1943 року, в ході Волинської трагедії, село зазнало нападів з боку українських націоналістів. Зокрема, були вбиті Антоній Гарчинський і пан Новаковський. Завдяки втручанню загону з Антонівки під керівництвом коменданта округу поручника Войціка («Зґжит»), вдалося відбити напад і надалі провести каральну акцію у відповідь проти сіл Березе, Литва і Білосток.
У критичний момент мешканців села попередила про небезпеку місцева українка Ольга Кревська, завдяки чому польське населення зуміло евакуюватися до Луцька, і багато людей залишилися живими.
Після війни польське населення було депортоване або емігрувало. У селі був створений колгосп, населений переважно українцями з південно-східної Польщі, так званими «переселенцями з-за Бугу». Польські домівки було розібрано.
Станом на 2006 рік у центрі села зберігся католицький хрест, встановлений у 1924 році Йозефом Старощаком. Через руйнування деревини він кілька разів обрізався та заново вкопувався.

## Населення
Згідно з переписом УРСР 1989 року чисельність наявного населення села становила 45 осіб, з яких 16 чоловіків та 29 жінок.
За переписом населення України 2001 року в селі мешкало 30 осіб. 100 % населення вказало своєю рідною мовою українську мову.

## Сучасний стан
Станом на 2024 рік хутір Усичівські Будки майже зник: у ньому залишилося лише кілька мешканців. На хуторі не працює жоден магазин чи автобусне сполучення, а найближча інфраструктура — за 5 кілометрів у селі Усичі. Деякі будинки стоять пусткою, а від старої школи лишилася лише пустка. Попри це, кілька людей продовжують жити на хуторі, підтримуючи господарства та спогади про минуле.

## Галерея

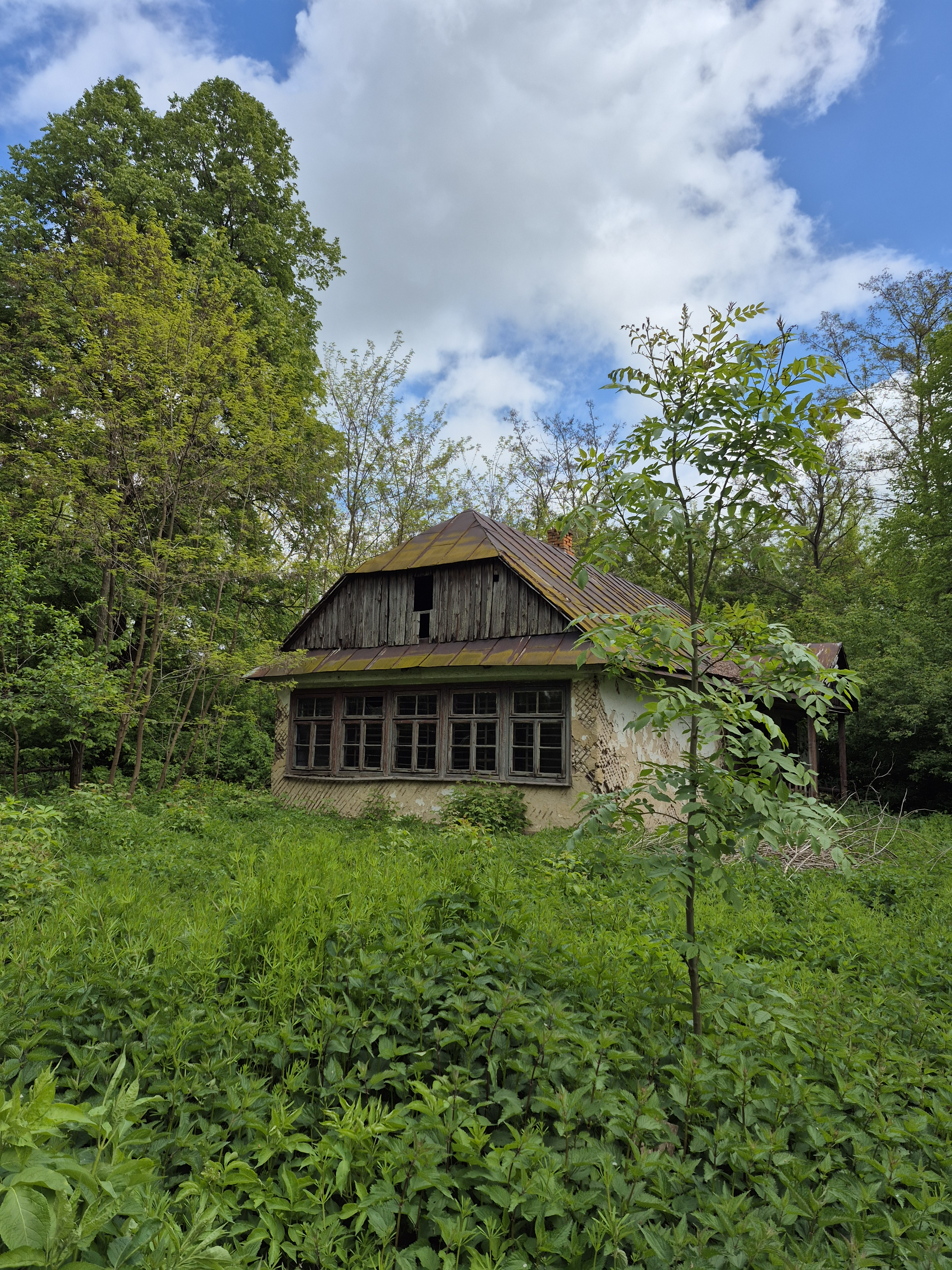
Залишки польської школи в селі
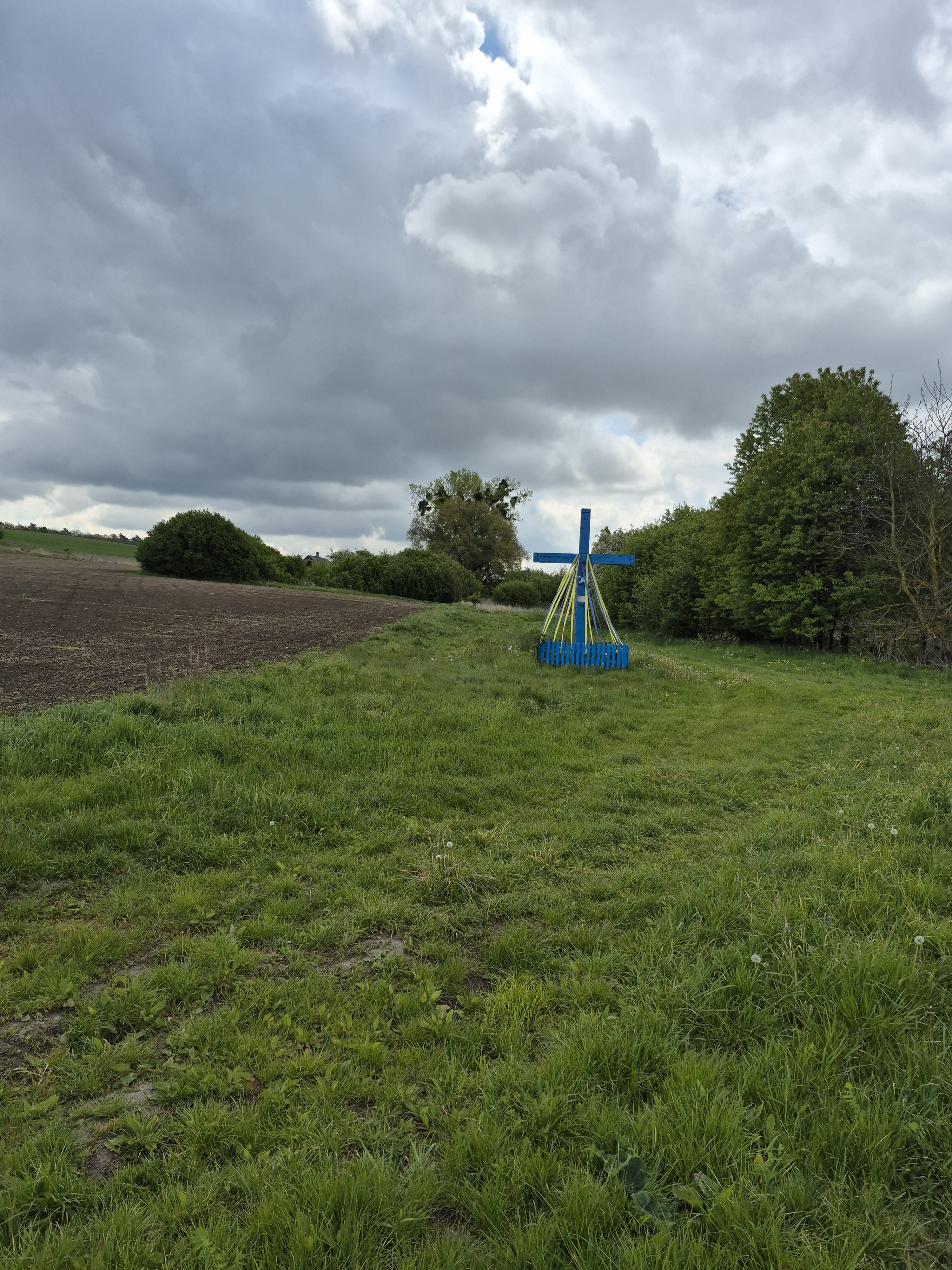
Хрест-фігура на виїзді з села в сторону Охотина
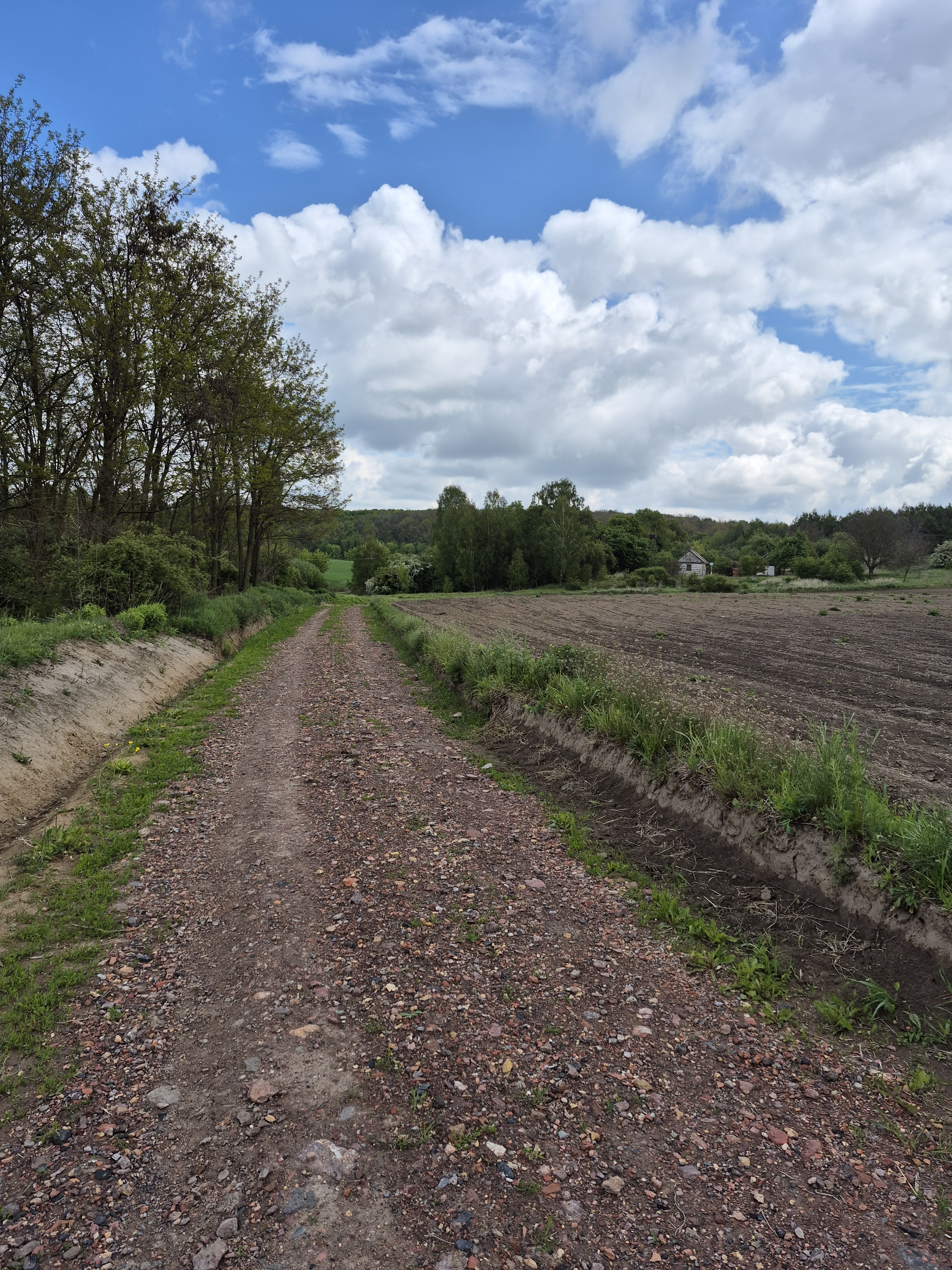
Дорога в селі 2025 рік
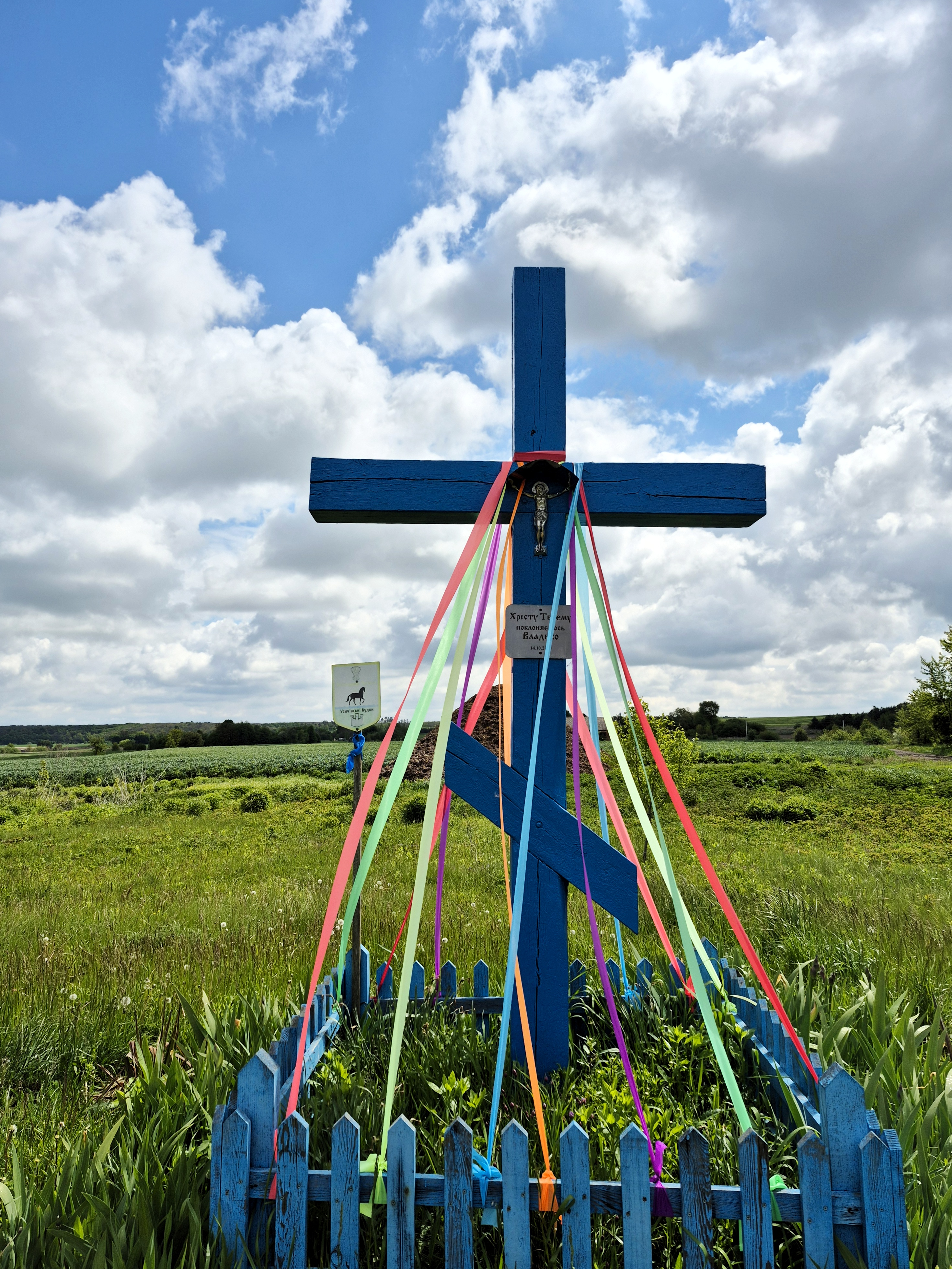
Хрест-фігура на в'їзді в село Усичівські будки